# Nu Pavonis
Nu Pavonis (ν Pavonis, ν Pav) è una stella tripla gerarchica situata nella costellazione del Pavone. Anche in virtù della sua velocità peculiare di 17,0 km/s rispetto ai sistemi vicini, si ritiene che questo sistema stellare possa far parte del gruppo di stelle fuggitive denominato Wolf 630. Situata a circa 440 anni luce dal sistema solare, la sua magnitudine apparente, che varia da +4,60 a +4,64 su un periodo di 0,85584 giorni, fa sì che questa stella sia visibile a occhio nudo nell'emisfero australe.

## Caratteristiche fisiche
In quanto stella tripla gerarchica, Nu Pavonis è formata da una stella binaria (ν Pav A), che in questo caso particolare è una binaria spettroscopica a linea singola, in cui quindi è possibile osservare lo spettro di una sola delle due stelle, e una stella singola (ν Pav B) che percorrono un'orbita attorno ad un centro di massa comune. In particolare, le due stelle sono separate da 13,1 arcosecondi.
Per quanto riguarda la componente binaria, le osservazioni hanno mostrato che le due stelle che la compongono ruotano con un periodo orbitale di 1,71 giorni su un'orbita perfettamente circolare, così vicine da far ritenere che l'interazione mareale tra loro sia decisamente significativa.
La componente principale di tale sistema binario, ν Pav Aa, è una stella B lentamente pulsante di classe spettrale B7 e classe di luminosità III, il che implica una sua avvenuta evoluzione in stella gigante, sebbene sia comunque più probabile che essa si trovi ancora sulla sequenza principale, avente una massa pari a 4,39 masse solari e una temperatura efficace superiore ai 12500 K.

La stella singola ν Pav B è invece decisamente più piccola di ν Pav Aa, con una massa pari a 0,15 volte quella della nostra stella, una temperatura efficace di poco inferiore ai 3200 K e una magnitudine apparente di +13,7, ed è probabilmente una stella pre-sequenza principale. Sia ν Pav B, sia la stella binaria ν Pav A sono sorgenti X.